# Cascada Nahiara
La Cascada Nahiara es un salto pequeño de agua de Ushuaia. La cascada Nahiara tiene 6 metros de altura. Está ubicada al oeste de la ciudad de Ushuaia (Tierra del Fuego) a aproximadamente 20 minutos del centro en automóvil.
Nace de un arroyo proveniente del cerro Bridges, que acaba desaguando sobre el cauce del río Ripo y este directo al Canal Beagle. Se accede a la cascada por la Ruta Nacional 3 de la ciudad de Ushuaia. 
Se puede ir caminando y/o en mountan bike tomando la RN3 o bien entrando por el Camino de los Presos. Posee un mirador desde el cual se observa la misma. Siguiendo el sendero se conecta con la Picada los Hacheros que bordea el Cerro de los Loros, continuando por la pista de esquí de fondo Francisco Jerman. La nueva la urbanización General San Martín está en uno de los laterales. 

## Rutas de accesso

### Automóvil
Desde el centro (tomando como referencia la terminal de ómnibus) son 7kms aprox hasta la urbanización San Martin y desde ahí, a pie son 5min (previo cruce de un arroyo por un puente).

### Trekking / Mountain Bike
Existen dos posibilidades, la primera tomar el camino de los presos (inicia en 12 de octubre y alem), luego de recorrer 2,2kms se llega al final de mismo para luego descender a la RN3, caminar 100 metros e ingresar a la urbanización San Martín (previo paso por el kartodromo), la cascada se encuentra en uno de sus laterales

## Galería

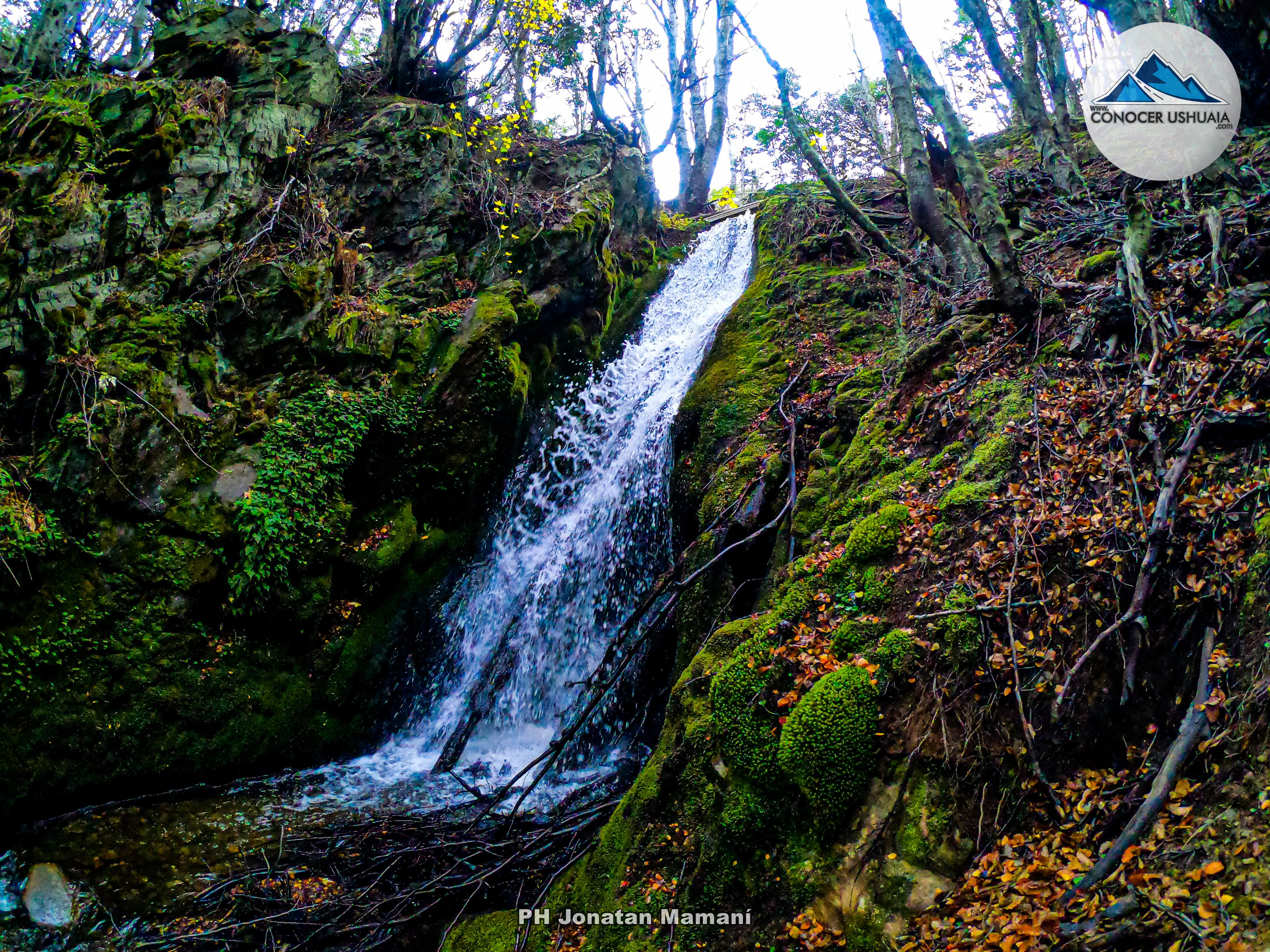
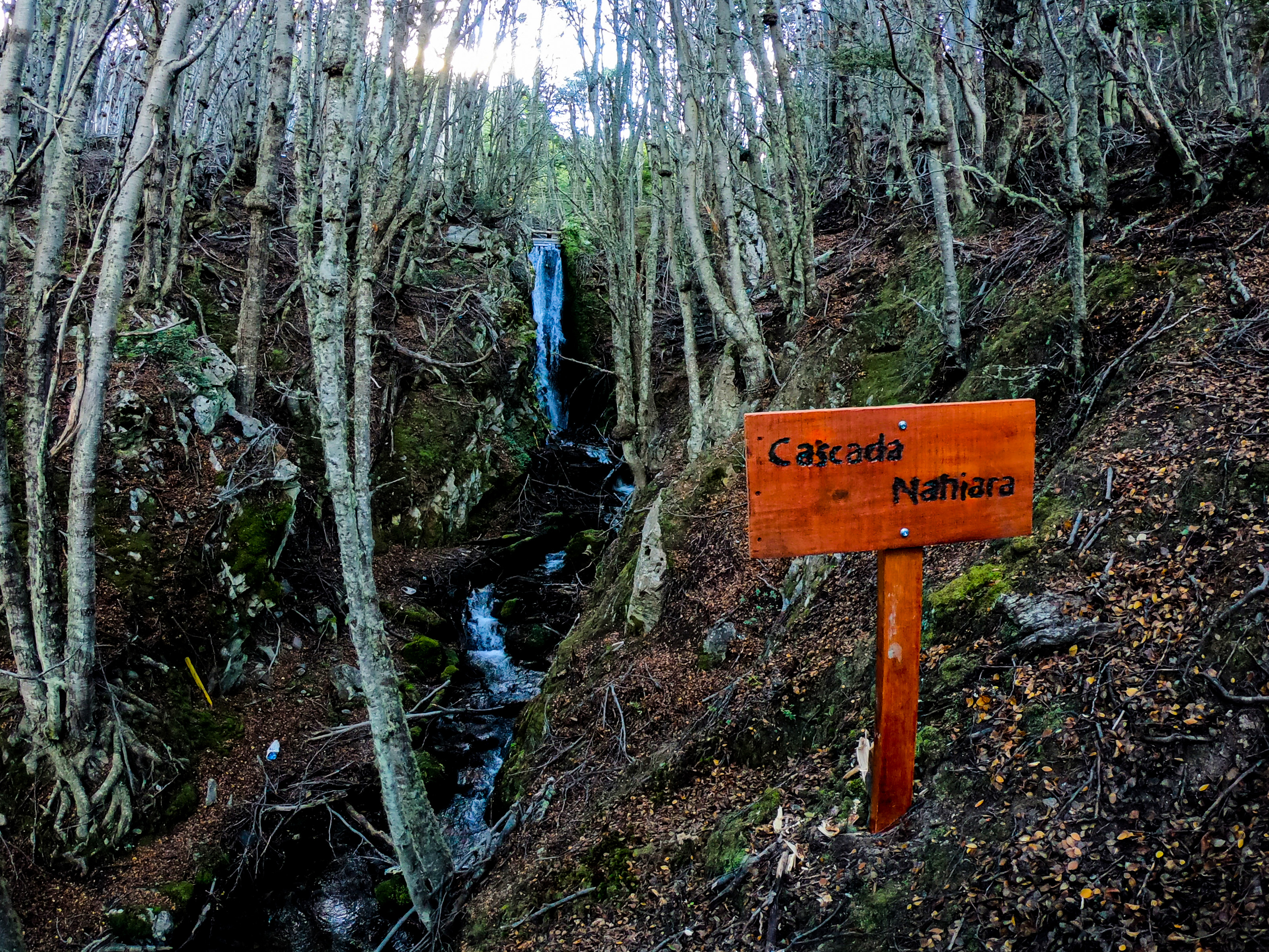
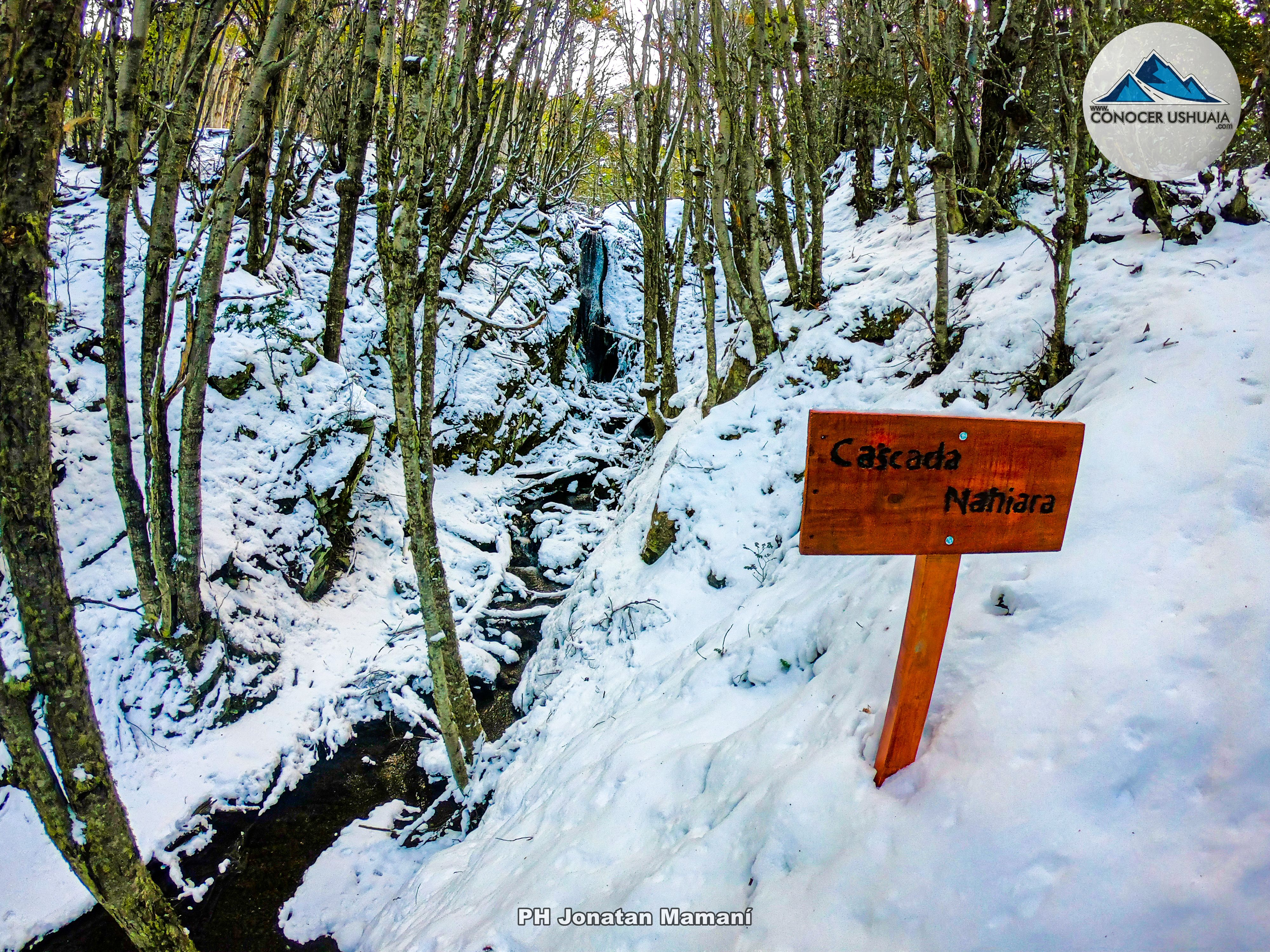
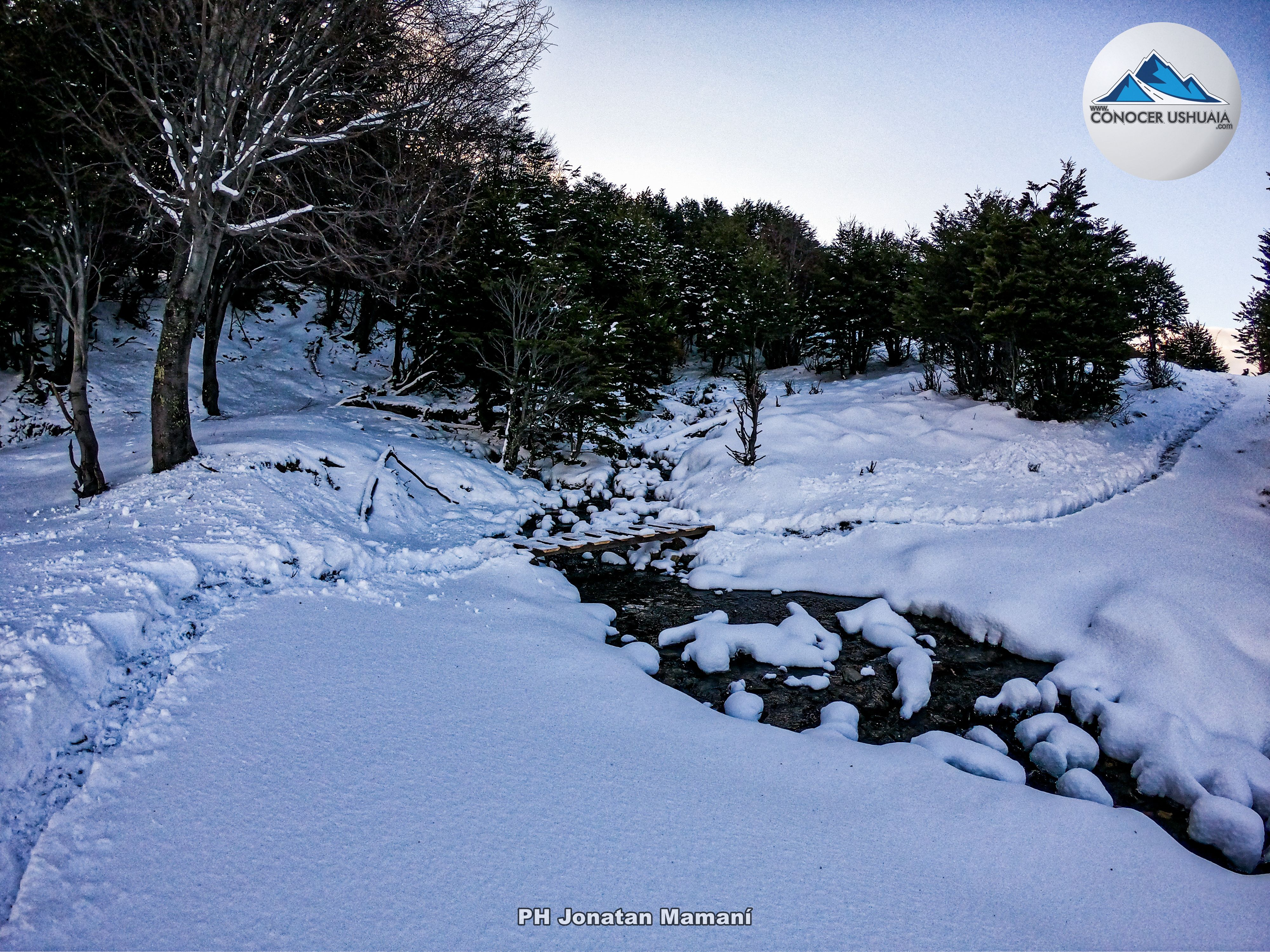